# دیمه‌داغ‌لی (اغوز)
دیمه‌داغ‌لی (به لاتین: Dəymədağlı) یک منطقه مسکونی در جمهوری آذربایجان است که در شهرستان اغوز واقع شده است. دیمه‌داغ‌لی ۲۸۸ نفر جمعیت دارد.